# Don Galaor
Don Galaor fait partie des œuvres théâtrales de Jules Verne qui nous sont parvenues à l'état de canevas en prose. L'intrigue en est à la fois banale et compliquée.

## Argument
Maudril, régidor (corrégidor) de Valence en Espagne, veut marier son jeune fils Scipion à la quadragénaire mais riche Dolores ; de son côté, Galisteo veut marier sa fille Catalina à son ami Don Galaor, autre quadragénaire. Catalina s'enfuit pour échapper à ce mariage, rencontre Scipion qui s'enfuit avec elle. On devine qu'après un certain nombre de péripéties avec auberge espagnole et autres clichés, les couples se reforment dans la logique des sentiments et des âges : Galaor avec Dolores, Catalina avec Scipion.

## Personnages
- Catalina, fille du docteur Galisteo, 18 ans.
- Inez, sa suivante, 18 ans.
- Scipion, fils de Maudril, 22 ans.
- Maudril, régidor de Valence, 50 ans.
- Don Galaor, 45 ans.
- Dolores, 40 ans.
- Galisteo, 50 ans.

## Commentaires
Quelle forme exacte cette comédie en deux actes aurait-elle pu prendre si elle avait été rédigée ? En vers, en prose, en comédie uniquement parlée ou « mêlée de chants » ? La présence de plusieurs morceaux chantés est attestée dans le texte même du canevas : ainsi, la première scène du second acte est consacrée à l'arrivée des faux bohémiens à l'auberge, sous la forme d'une chanson de muletier.
Ces éléments permettraient même à la rigueur d'imaginer une œuvre plus proche de l'opéra-comique que du vaudeville. La rédaction de ces feuillets semble en effet pouvoir être placée dans le courant de l'année 1848 ; il s'agirait donc de l'un des premiers essais du jeune homme de vingt ans à ne pas relever du genre du grand drame qui, à cette époque, a sa préférence et auquel il s'est essayé pour la première fois l'année précédente avec Alexandre VI. Au stade embryonnaire où elle nous est parvenue, cette comédie, dont la couleur espagnole se limite à quelques mots, illustre plutôt de très vieux thèmes du genre, sur le mariage et la convenance des époux, et le barbon en espoir de jouvencelle peut alors renvoyer aussi bien à l'Arnolphe de L'École des femmes qu'au Bartholo du Barbier de Séville.

## Note
1. ↑  D'après la notice de Patrick Berthier, in Jules Verne - Théâtre inédit. 2005.